# 下山 (身延町)
下山（しもやま）は、山梨県南巨摩郡身延町の地名である。郵便番号は409-2522。

## 地理
富士川の西岸に位置しており、南北に集落が伸びている。北側は早川との合流地点であり、また南側は梅平まで峠が続くことから古くから交通の難所となっている。

## 歴史
江戸時代後期の『甲斐国志』によると、八日市場宿から一里五町、南部宿から四里一五町とある。南松院所蔵の大般若経奥書によれば、地域拠点として「下山」の地名が見られ、応永25年（1418年）10月28日付小笠原政康宛足利義持御教書（「勝山小笠原文書」）にも駿州往還（河内路）の要衝であった南部（南部町南部）と並び「下山」の地名が記載されていることから、南北朝・室町時代には河内領における南部と並ぶ拠点地域であったと考えられている。
戦国時代には、河内地方の国衆・穴山氏は南部を政治的拠点としていたが、武田氏に従属した穴山信友の時代には本拠を下山に本拠を移転し、下山館が築かれた。以来、戦国期には南部とともに河内地方の拠点として機能した。
天正10年（1582年）6月2日に本能寺の変が発生すると、上方にいた穴山信君は脱出する途上の6月3日に一揆に襲撃され落命する。徳川家康は6月5日に三河国岡崎城へ帰還すると同時に甲斐国における工作を開始する。下山には信君の子息である勝千代がいたが、幼少であったため6月6日に家康は駿河にいた家臣の岡部正綱を派遣し、下山に菅沼城を築城させる。
穴山氏は勝千代の死去により廃絶し、徳川家康の五男・万千代（武田信吉）により継承され、天正18年（1590年）に転封され甲斐国を離れる。江戸時代には下山は政治的拠点としての地位を失うが、本陣や問屋、会所などが整備されていた記述がある。また河内地方には下山大工という大工集団が住んでおり、身延山久遠寺門前の身延大工とともに、主に河内地方を縄張りとして寺社の造営や改修を行っている。江戸時代になるとや駿州往還が整備され、富士川舟運も開始されると当地も下山宿(しもやましゅく)が設置され、身延山参拝客の宿場町や舟運の中継地点として発展していった。
対岸の大河内村とは「八木沢の渡し」および「帯金の渡し」などの渡し船で繋がっていたが、対岸の波高島地区に身延線が通り1927年（昭和2年）に波高島駅が開業すると架橋が試みられるようになり、
戦後トラス橋が架けられ下山地区から身延線をするものが増える一方でこれまでの渡し船は廃止されていった
。
一方駿州往還だった街道も1934年(昭和9年)に早川橋が架橋されて自動車の往来が可能となり、さらに新早川橋の架橋をはじめとする道路整備により国道52号に指定されるとモータリゼーションの発展により自動車の往来が増大し、道路拡幅や路車分離の整備を進める一方で住居移動などによりかつての古い町並みは影を潜めるようになる。
1889年（明治22年）の町村制の施行により「山梨県南巨摩郡福居村」となったが、1896年（明治29年）に「福居村」は「下山村」になった。1955年（昭和30年）に身延町、豊岡村・大河内村と合併して「南巨摩郡身延町下山」となり、2004年（平成16年）の平成の大合併後も字はそのままとなっている。

## 世帯数と人口
2015年（平成27年）10月1日現在の世帯数と人口は以下の通りである。
| 大字 | 世帯数  | 人口    |
| ---- | ------- | ------- |
| 下山 | 475世帯 | 1,091人 |

## 交通

### 道路
- 国道52号

南側の古屋敷は総雨量200mmを超えると通行止めになる。
- 国道300号

北側の北沢交差点から東側に伸びている。
- 山梨県道37号南アルプス公園線

北側の北沢交差点から西側に伸びている。

### バス
路線バス
- 身延町営バス
  - 身延駅－身延支所入口－荒町－新町－矢沢橋－大庭－上沢寺－上沢住宅－波高島駅－上沢住宅－飯富－役場前－西島神社－鰍沢口駅－富士川病院
- 早川町乗合バス
  - 身延駅－身延支所前－下山新町－大庭－下部温泉駅－クラフトパーク入口－七面山入口・赤沢入口－西山温泉－奈良田温泉

身延町営バス、早川町乗合バスとも1日4往復。身延町営バスは休日と年末年始は運休。
かつては甲府駅および静岡駅へ向かう特急バス「静岡甲府線」をはじめ、山梨交通による快速バスや循環バスなどが多数走行していた。しかし過疎化やモータリゼーションの進展などにより路線廃止等が相次ぎ、2017年3月31日を以て循環線が廃止されたことにより下山地区を走る山交タウンコーチ（山梨交通）の路線バスは全廃された。
高速バス
中央高速バス身延線が通っているが、下山地区に停留所はない。北側にある新早川橋を渡ったところに飯富バス停があり、そこからバスタ新宿（新宿駅）へ向かうことが可能となっている。

### 鉄道
下山地区に鉄道は通っておらず、対岸にある波高島駅を利用することになる。上沢寺交差点から徒歩20分程度、下山新町から徒歩30分程度を要する。

## 施設
寺院
- 南松院 - 甲斐百八霊場のひとつ。
- 上沢寺 - 甲斐百八霊場のひとつ。境内にある上沢寺のオハツキイチョウは国指定天然記念物。
- 本国寺 - かつての下山館のあった場所とされている。境内にある本国寺のオハツキイチョウは日蓮が植えたものとされており、国指定天然記念物。
- 龍雲寺 - 甲斐百八霊場のひとつ。
- 常福寺 - 下山大工の棟梁であった石川家の墓がある。

公共施設
- 富士川クラフトパーク - 道の駅「みのぶ富士川観光センター」を併設している。
- 身延町立身延中学校－2024年（令和6年）3月に梅平から移転。
  - かつては身延町立下山中学校があったが、2011年度に廃校となり、生徒は梅平地区にあった身延中学校へ通うことになった。なお、下山中学校の校舎は解体されており、現在の身延中学校は新築されたものである。
- 身延町立下山小学校－かつては「身延町立身延北小学校」であったが、平成の大合併により改名され現在に至る。
- 下山郵便局